# 李錦 (康熙進士)
李錦（？—？），字絅文，號蘆洲，江南蘇州府長洲縣人，清朝翰林院侍讀。

## 生平
來自蘇州長洲莊渠李氏家族，為長房李孟莊支之後。高祖李吳滋，曾祖李楷，曾伯祖李模，本生祖父李炤，嗣祖父李煒，父李埴（字九博，號陶菴，1662-？）為太學生。母吳氏。弟李文銳。從姑李靜芳為蔣深夫人，從姊李氏為蔣文瀾繼室。
李錦為李埴長子，長洲庠生，康熙五十二年（1713年）癸巳恩科江南鄉試舉人，五十四年（1715年）乙未科會元，二甲第八名進士，與弟李文銳同榜。選翰林院庶吉士，散館授編修，雍正十年（1732年）任壬子科湖北鄉試正考官，升侍讀。參與興修《康熙朝實錄》，充文穎館纂修官，後引疾乞歸，七十二歲卒於家。李錦著有《宋儒要義》、《八家文評》等書。

## 家庭
夫人陳氏。有五子：長子李沅為雍正七年（1729年）己酉科江南鄉試舉人，次子、三子、四子早夭，五子李汭。有女婿蔣曰霖為蔣文瀾第七子。